# Chésalles
Chésalles est une localité et une ancienne commune suisse du canton de Fribourg, située dans le district de la Sarine.

## Histoire
Le village de Chésalles se situe sur la Gérine, à 5 km au sud de Fribourg. En 1146 la grange de Chésalles est propriété de l'abbaye d'Hauterive. D'autres droits appartiennent aux nobles d'Ependes et de Marly qui, à la fin du XIIe siècle les cèdent à Hauterive. Cette abbaye détient en outre dès 1477 la quasi-totalité de la dîme. Chésalles appartient à la paroisse d'Ependes jusqu'à son incorporation à celle de Marly en 1978. L'ancienne commune est active dans l'agriculture, l'économie laitière et l'exploitation d'une gravière.
Chésalles a été une commune de 1831 à 1976, date à laquelle elle a fusionné avec sa voisine de Marly.

## Démographie
Chésalles comptait 61 habitants en 1811, 60 en 1850, 107 en 1900, 81 en 1950, 75 en 1970.